# Собор преподобных отцов Псково-Печерских
Собор преподобных отцов Псково-Печерских — праздник Русской православной церкви, установленный в память о святых, чья жизнь была связана с Псково-Печерским Свя́то-Успе́нским монастырём.
Празднуется в 4 неделю по Пятидесятнице.
В 1988 году, в юбилейный год 1000-летия Крещения Руси, на Святой горке Псково-Печерской обители был заложен храм в память сонма святых преподобных Псково-Печерских.

## Собор Псково-Печерских святых
1. Преподобный Марк Псково-Печерский (XV в., память 29 марта (11 апреля))
2. Преподобный Иона Псково-Печерский (+ ок. 1480, память 29 марта (11 апреля))
3. Преподобная Васса Псково-Печерская (+ ок. 1473, память 19 марта (1 апреля))[1]
4. Преподобномученик Корнилий Псково-Печерский (+ 1570, память 20 февраля (5 марта) 20 февраля (4 марта) в високосный год))
5. Преподобномученик Вассиан Псково-Печерский, Муромский (+ 1570, память20 февраля (5 марта) (20 февраля (4 марта) в високосный год))
6. Преподобный Дорофей Югский, Псково-Печерский (+ 1622)
7. Преподобный Лазарь Прозорливый, схимник (+ 1824)
8. Священномученик Александр (Петровский), архиеп. Харьковский (+ 1940, память 11 (24) мая, 30 октября (12 ноября))
9. Преподобный Симеон (Желнин), иеросхим. (+ 1960, память 5 (18) января)